# Miagrammopes brevior
Miagrammopes brevior là một loài nhện trong họ Uloboridae.
Loài này thuộc chi Miagrammopes. Miagrammopes brevior được Wladislaus Kulczynski miêu tả năm 1908.